# Mikołajki (gmina)
Mikołajki – gmina miejsko-wiejska w województwie warmińsko-mazurskim, w powiecie mrągowskim. W latach 1975–1998 gmina położona była w województwie suwalskim.
Siedziba gminy to Mikołajki.
Według danych z 31 grudnia 2006 gminę zamieszkiwało 8410 osób. Natomiast według danych z 31 grudnia 2019 roku gminę zamieszkiwało 8131 osób.

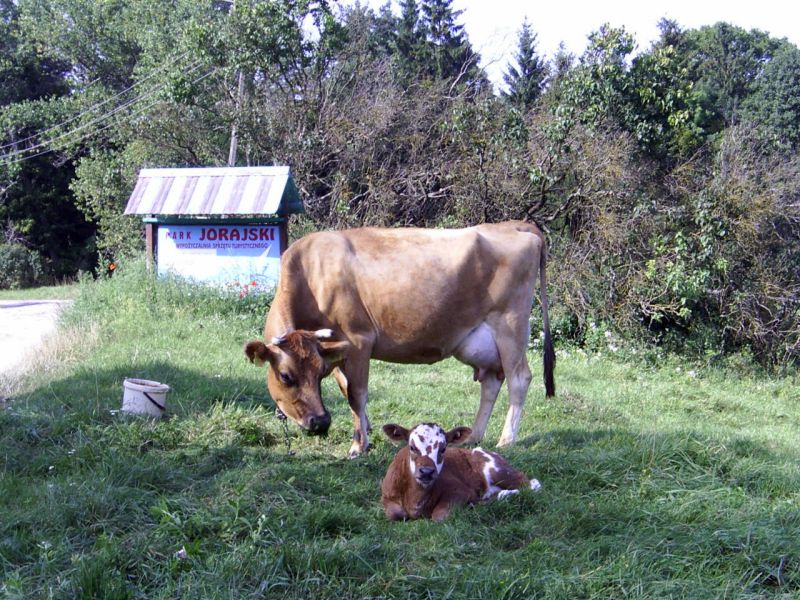
Park Jorajski – Jora Wielka

## Struktura powierzchni
Według danych z roku 2005 gmina Mikołajki ma obszar 256,41 km², w tym:
- użytki rolne: 48%
- użytki leśne: 22%

Gmina stanowi 24,07% powierzchni powiatu.

## Demografia

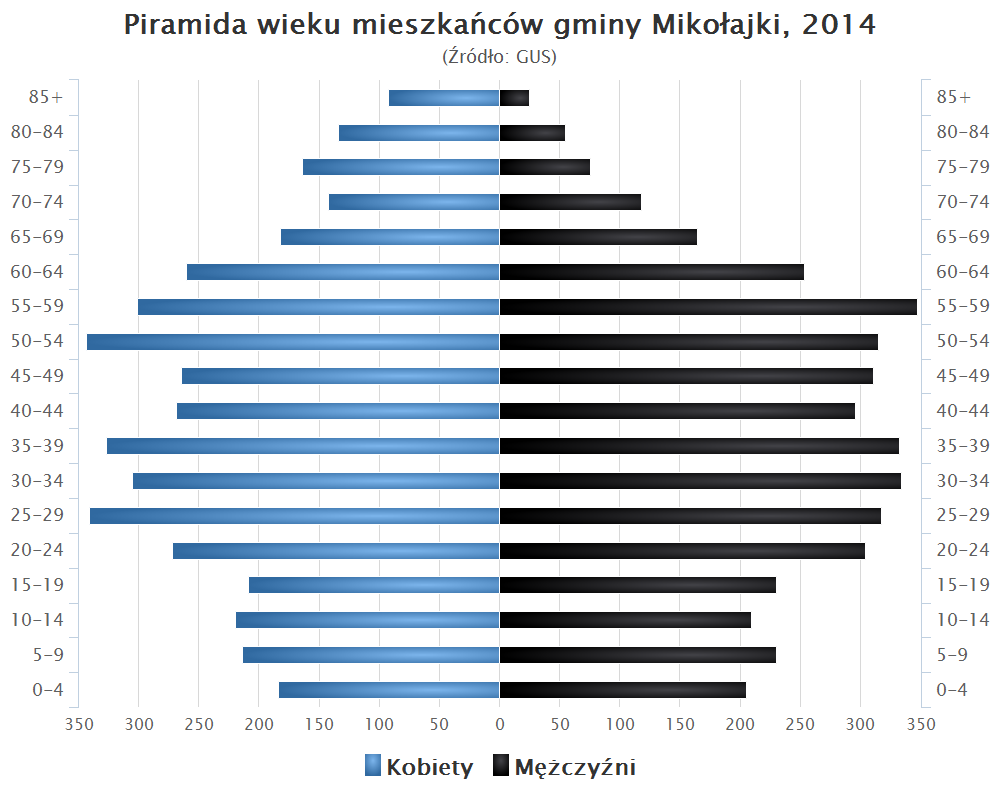
Piramida wieku mieszkańców gminy Mikołajki w 2014 roku

Dane z 31 grudnia 2006:
| Opis                              | Ogółem | Ogółem | Kobiety | Kobiety | Mężczyźni | Mężczyźni |
| --------------------------------- | ------ | ------ | ------- | ------- | --------- | --------- |
| jednostka                         | osób   | %      | osób    | %       | osób      | %         |
| populacja                         | 8410   | 100    | 4329    | 51,5    | 4081      | 48,5      |
| gęstość zaludnienia (mieszk./km²) | 33     | 33     | 17      | 17      | 16        | 16        |

## Sołectwa
Baranowo, Cudnochy, Faszcze, Górkło, Grabówka, Inulec, Jora Wielka, Kolonia Mikołajki, Lubiewo, Nowe Sady, Olszewo, Prawdowo, Stare Sady, Stawek, Tałty, Woźnice, Zełwągi.

## Pozostałe miejscowości
Cimowo, Dybowo, Grabek, Grabnik Mały, Grabówek, Grabnik, Jora Mała, Kulinowo, Lelek, Leśny Dwór, Lisiny, Lisunie, Łuknajno, Małoszewo, Mateuszek, Mikołajki (osada leśna), Nadawki, Osa, Pszczółki, Śmietki, Śmietki Małe, Śniardewno, Urwitałt oraz leśniczówki Mikołajki i Śniardwy

## Sąsiednie gminy
Miłki, Mrągowo, Orzysz, Piecki, Pisz, Ruciane-Nida, Ryn